# Smithville (Missouri)
Pour les articles homonymes, voir Smithville.
Smithville est une ville des comtés de Clay et Platte dans le Missouri, aux États-Unis,. Située en limite des deux comtés, elle est baptisée en référence à Humphrey "Yankee" Smith (en), le fondateur de la ville et incorporée en 1867.

## Démographie
Lors du recensement de 2010, la ville comptait une population de 8 425 habitants. Elle est estimée, en 2016, à 9 455 habitants.

## Source de la traduction
- (en) Cet article est partiellement ou en totalité issu de l’article de Wikipédia en anglais intitulé « Smithville, Missouri » (voir la liste des auteurs).